# Каор
Вижте пояснителната страница за други значения на Каор.
Као̀р (на френски: Cahors, /ka.ɔʁ/) е град в югозападна Франция, административен център на окръг Каор и департамента Лот в регион Окситания. Населението му е около 19 000 души (2015).
Разположен е на 130 метра надморска височина в Аквитанската низина, в завой на река Лот на 90 километра северно от Тулуза. Селището съществува от Античността, когато е средищен град на галското племе кадурки, чието име носи. Днес основа на стопанството му са селското стопанство и винарската промишленост, както и туризмът.

## Известни личности
Родени в Каор
- Йоан XXII (1249 – 1334), папа
- Оливие дьо Мани (1529 – 1561), поет
- Клеман Маро (1495 – 1544), поет